# Всеработземлес
Всеработземлес — всероссийский союз рабочих земли и леса (с 1926 года — профсоюз сельскохозяйственных и лесных рабочих, а с октября 1930 года — профсоюз сельскохозяйственных рабочих). Профсоюзная организация пролетарских и полупролетарских слоев (батраков, рабочих совхозов, лесничеств, земельных и лесных учреждений, а позже — МТС) и специалистов сельского и лесного хозяйства, создана на Украине в соответствии с директивами ЦК РКП (б) по решению IV конференции КП(б)У (март 1920). Цель организации — привлечение рабочих и специалистов к социалистской реконструкции сельского хозяйства. Руководителями профсоюза в Украине были Л.Кедер (председатель Пивденбюро и Укрбюро), К.Тараненко (председатель Всеукраинского Центрального Правления) и другие. После присоединения к ней профсоюза сахаропроизводителей стала единственной профсоюзной организацией работников сельского хозяйства, в 1932 году разукрупнена на отраслевые союзы рабочих земледельческих совхозов, животноводческих совхозов, сахарной промышленности, МТС и батраков.